# Ada
Ada je žensko osebno ime.

## Izvor imena
Ime Ada je lahko skrajšana oblika iz nemških zloženih imen, ki se začenjajo s členom Adal- ali Adel-, npr. Adalberta, Adelinde. Člen Adal- izhaja iz starovisokonemške besede adal v pomenu »plemenit«. Po drugi varianti pa ime Ada razlagajo iz hebrejskega imena Adá z nekdanjim pomenom »okras«. 

## Različica imena
Adica
Adika

## Pogostost imena
Po podatkih Statističnega urada Republike Slovenije je bilo na dan 31. decembra 2007 v Sloveniji število ženskih oseb z imenom Ada: 357.

## Osebni praznik
V koledarju je ime  Ada zapisano 16. decembra (Ada /Adelhajda, Adelajda/, kraljica,  † 16. dec. 999).